# ロック・ウィズ・ユー (ジャネット・ジャクソンの曲)
「ロック・ウィズ・ユー」(Rock with U)は、アメリカ合衆国のシンガーソングライター、ジャネット・ジャクソンの楽曲。10枚目のスタジオ・アルバム『ディシプリン』に収録されており、アルバムから2枚目の先行シングルとしてリリースされた。

## 解説
Ne-Yoとジャーメイン・デュプリが曲の制作に携わり、同名の楽曲を持つ兄のマイケル・ジャクソンからも影響を受けている。